# Utter (häst)

Utter, född 15 april 1975, död 15 mars 2006, var en polishäst. Han var i tjänst hos Stockholmspolisen mellan 1980 och 2002. Den långa tjänstgöringstiden (22 år) är världsrekord.
År 1999 vann han både guld och silver i World Police & Fire Games. Han fick sin sista vila på Kaknäs djurkyrkogård.